# John Nunn (wioślarz)
John Hamann Nunn (ur. 12 października 1942 w Terre Haute) – amerykański wioślarz, brązowy medalista olimpijski.

## Kariera
Wystąpił na igrzyskach olimpijskich w Meksyku w 1968, gdzie wspólnie z Billem Maherem zdobył brązowy medal w dwójkach podwójnych. W finale o 2,39 sekundy przegrali z osadą ZSRR i o 1,41 sekundy z osadą Holandii. Był to jego jedyny start olimpijski.
Ponadto zdobył srebrny medal w jedynkach na igrzyskach panamerykańskich w Winnipeg (1967) i brąz w dwójkach podwójnych na igrzyskach panamerykańskich w Cali (1971).
Kształcił się na Uniwersytecie Cornella i Uniwersytecie Michigan, kończąc MBA. Następnie założył własną firmę produkującą części dla przemysłu lotniczego. Pracował także jako trener wioślarstwa, prowadził między innymi reprezentację USA na igrzyskach olimpijskich w Montrealu w 1976.